# Marburgfieber-Ausbruch in Ruanda 2024
Der Marburgfieber-Ausbruch in Ruanda 2024 war das erste Mal, dass Fälle von Marburgfieber in Ruanda festgestellt wurden. Weltweit erstmalig kamen Impfstoffe gegen das Marburg-Virus zum Einsatz. Bis Ende September 2024 waren Fälle von Marburgfieber in sieben Distrikten Ruandas nachgewiesen. Zwischen der Bekanntgabe des Ausbruchs am 27. September und 1. November infizierten sich insgesamt 66 Personen, wovon 15 starben. Die Mortalitätsrate aller Erkrankten des Ausbruchs stand damit bei 22,7 %. Ein Großteil der Opfer waren Beschäftigte im Gesundheitssektor. Bis 8. November war der letzte Patient genesen. Der Ursprung des Ausbruchs wurde auf die Übertragung des Virus von einem Flughund auf einen Bergbauarbeiter zurückgeführt.

## Lage vor dem Ausbruch
Marburgfieber-Ausbrüche waren in Afrika seit Jahrzehnten öfter festgestellt worden. 2022 gab es in Ghana einen Ausbruch mit zwei Toten. Im Jahre 2023 gab es Ausbrüche in Äquatorialguinea (35 Marburgtote) und Tansania (6 Todesopfer). Fälle von Marburgfieber waren zuvor in Ruanda jedoch nie festgestellt worden.
Ruanda verfügte über ein gut organisiertes Gesundheitswesen zum Zeitpunkt des Ausbruchs. Ein Impfstoff gegen das Marburgfieber war noch nicht vollständig entwickelt. Vier Impfstoffe waren aber soweit in der Impfstoffentwicklung fortgeschritten, dass bereits Tierversuche zur Wirksamkeit und Studien zur Verträglichkeit bei Menschen durchgeführt worden waren, für Zulassungen fehlten aber noch die Konfrontation unter Ausbruchbedingungen. Am aussichtsreichsten galt ein vom US-amerikanischen National Institute of Allergy and Infectious Diseases entwickelter Impfstoff. Der Marburgfieber-Ausbruch in Ruanda bot die Möglichkeit diese Impfstoffe auch in diesen Bedingungen zu erproben.
Die US-amerikanischen Centers for Disease Control and Prevention (CDC) unterhielten in dem Land einen Außenposten, unter anderem, um bei der Erfassung und Bekämpfung von Seuchenausbrüchen zu helfen.

## Verlauf
| Krankheitsfälle | Todesfälle | Genesene | Stand    |
| --------------- | ---------- | -------- | -------- |
|                 | 6          |          | 28. Sep. |
| 26              | 8          |          | 1. Okt.  |
| 36              | 11         |          | 3. Okt.  |
| 49              | 12         | 8        | 6. Okt.  |
| 61              | 14         | 16       | 11. Okt. |
| 62              | 15         | 30       | 15. Okt  |
| 62              | 15         | 43       | 17. Okt. |
| 62              | 15         | 44       | 19. Okt. |
| 65              | 15         | 47       | 27. Okt. |
| 66              | 15         | 49       | 1. Nov.  |
| 66              | 15         | 51       | 8. Nov.  |

Am 27. September 2024 meldete die Regierung des ostafrikanischen Landes der Weltgesundheitsorganisation (WHO), dass es zu Fällen von Marburgerkrankungen in Ruanda gekommen war. Am Tag zuvor hatte ein Labor in Ruanda bei Blutproben mittels RT-PCR-Tests Marburgviren nachgewiesen. Es waren bis zum 27. September Fälle von Marburgfieber in den Distrikten Gasabo, Gatsibo, Kamonyi, Kicukiro, Nyagatare, Nyarugenge und Rubavu gemeldet worden. 70 % der zu diesem Zeitpunkt bekannten 26 Fälle betrafen Beschäftigte in zwei Krankenhäusern in Kigali. Sowohl die WHO wie auch die amerikanische CDC sandten medizinische Experten, um bei der Eindämmung des Ausbruchs zu unterstützen. Die ruandischen Gesundheitsbehörden ermittelten Kontaktperson und untersagten diesen Flüge aus dem Land zu tätigen. Besucher in Schulen und Krankenhäusern wurden abgewiesen und Teilnehmerzahlen an Beerdigungen von Opfern des Marburgfiebers begrenzt.
Am 28. September 2024 starben die ersten sechs Opfer des Marburgfieber-Ausbruchs. Bis zum Morgen des 3. Oktober 2024 war laut dem ruandischen Gesundheitsministerium bei 36 Personen Marburg diagnostiziert worden, elf Erkrankte waren bis zu dem Zeitpunkt verstorben. Laut Sabin Nsanzimana, dem Gesundheitsminister, waren 29 der Erkrankten Angestellte im Gesundheitssektor. Der Gesundheitsminister kündigte außerdem baldige Tests für einen Marburgimpfstoff an. Bis zum 6. Oktober stieg die Zahl der Erkrankten laut dem ruandischen Gesundheitsministerium auf 49, wovon zwölf starben und acht sich wieder erholten. Am 6. Oktober bestätigte der Gesundheitsminister, dass Ruanda rund 700 Impfdosen des Sabin Vaccine Institute erhalten habe. Zwei Tage später, kurz bevor die Ausgabe der experimentellen Impfdosen begann, betrug die Zahl der Erkrankten 56 Fälle. Bis zum 10. Oktober 2024 waren über zweihundert Personen geimpft worden. Der Leiter der Africa Centres for Disease Control and Prevention erklärte an diesem Tag, dass der Ausbruch unter Kontrolle sei. Bis 11. Oktober stieg die Zahl der Krankheitsfälle jedoch noch einmal leicht auf 61 und die Todesfälle darunter auf 14. Von den 61 Erkrankten hatten sich 16 bereits von der Krankheit erholt. Am 12. Oktober gab das Sabin Vaccine Institute bekannt, dass es weitere etwa 1000 Impfdosen an Ruanda nachgeliefert habe. Stand 15. Oktober lag laut dem Gesundheitsministerium Ruandas die Zahl der Erkrankten bei 62, die Todesfälle bei 15 und die Zahl der Genesenen bereits bei 30. Rund 770 Impfdosen wurden verabreicht.
Am 16. Oktober erklärte die Weltgesundheitsorganisation, dass in Ruanda die weltweit erste klinische Studie zur Behandlung des Marburg-Virus begonnen habe. Zum Einsatz käme dabei das Medikament Remdesivir, das bereits bei der Behandlung von COVID-19 verwendet wurde.
Bis 1. November stieg die Zahl der Infizierten noch einmal auf 66 Fälle. Stand 5. November waren noch zwei Patienten in Quarantäne, die jedoch einen „stabilen Zustand“ zeigten. Der letzte Todesfall wurde am 14. Oktober verzeichnet. Bis 8. November war der letzte Patient genesen. Die Mortalitätsrate aller Erkrankten des Ausbruchs stand damit bei 22,7 %.

## Verdachtsfälle in Europa
Wegen des letztlich unbestätigten Verdachts, dass zwei Reisende an Marburg erkrankt seien, wurden am 2. Oktober 2024 am Hamburger Hauptbahnhof zwei Gleise gesperrt. Einer der beiden Verdachtsfälle war ein Medizinstudent, der in Ruanda in geschützten Kontakt mit Marburgerkrankten gekommen war. Nach einem Transport in das Universitätsklinikum Eppendorf wurden beide mit einem PCR-Test negativ auf den Marburgvirus getestet.
Eine Kontaktperson war von Ruanda nach Belgien eingereist, zeigte aber keine Symptome. Die belgischen Gesundheitsbehörden stuften das Risiko als gering ein, riefen die Bevölkerung aber zur Wachsamkeit auf.

## Ursprung des Marburgfieber-Ausbruchs

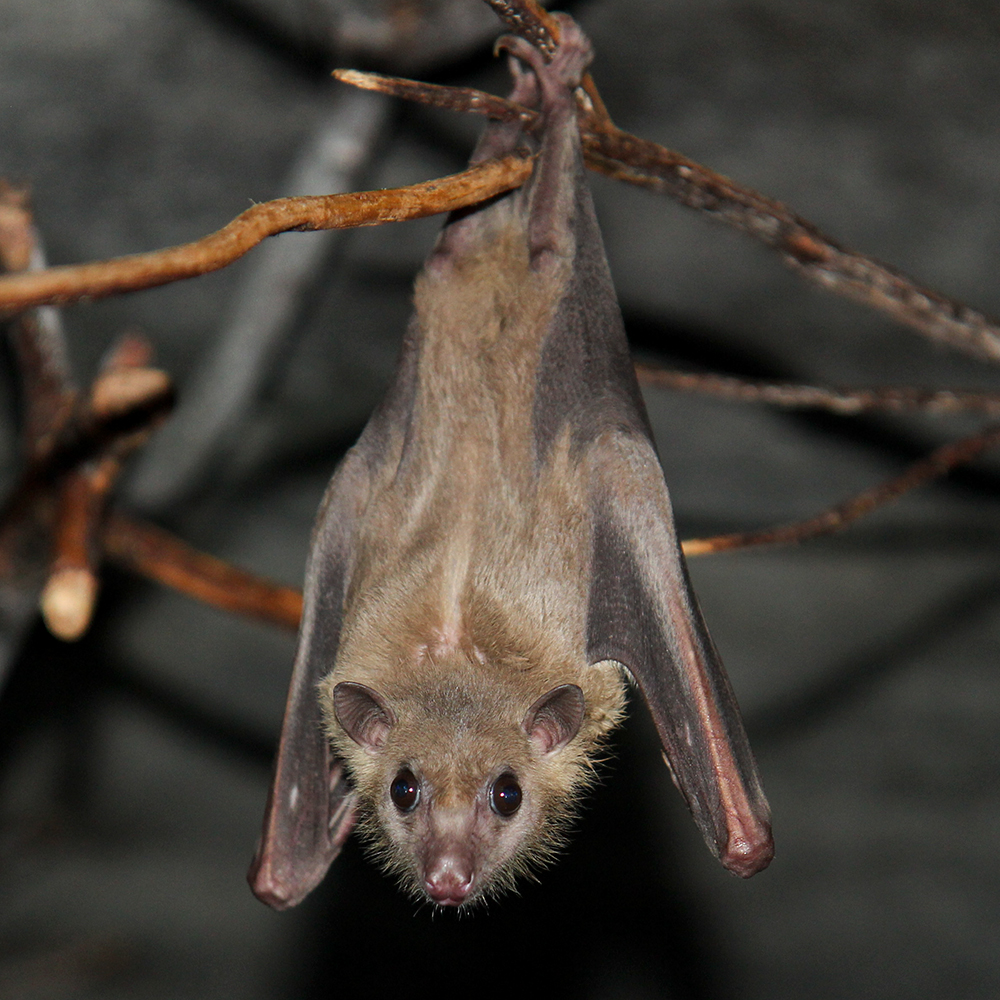
Der Indexpatient steckte sich bei einem Nilflughund an

Am 20. Oktober gab das Gesundheitsministerium in einer Pressekonferenz bekannt, dass der Ausbruch nach ersten phylogenetischen Untersuchungen „einen einzigen zoonotischen Ursprung“ habe und von einem Flughund auf einen ersten Menschen übertragen wurde. Der entsprechende Indexpatient sei mit sehr hoher Wahrscheinlichkeit identifiziert. Dieser lasse sich, wie auf einer weiteren Pressekonferenz am 27. Oktober bekanntgegeben wurde, auf einen Arbeiter in einer Bergbaumine in Nähe einer Höhle mit Flughunden zurückführen. Veränderungen in der Ansteckungsgefahr oder Schwere des Krankheitsverlaufs durch Mutationen des Virus wurden nicht festgestellt.

## Präventivmaßnahmen zur Verhinderung weiterer Ausbrüche
Eine Tötung der Nilflughunde (Rousettus aegyptiacus) sei laut dem Gesundheitsminister Sabin Nsanzimana wegen ihrer ökologischen und landwirtschaftlichen Bedeutung bei der Kontrolle von Insekten und der Bestäubung von Pflanzen nicht geplant. Ein Flughund könne „in einer Nacht 100.000 Mücken fressen“ und zugleich Pollen 60 Kilometer weit transportieren. Zudem hätten sich solche Maßnahmen in anderen Ländern in der Vergangenheit als kontraproduktiv erwiesen, da die Flughunde sich als Ausgleich in der Fortpflanzungszeit zwischen Februar und August stärker vermehrten und die Übertragung des Virus wahrscheinlicher machten. Stattdessen würde der Gesundheitszustand der Minenarbeiter nahe der betroffenen Höhle täglich überwacht und eine Barriere errichtet sowie ähnliche Präventivmaßnahmen in anderen Minen, in denen Nilflughunde nachweislich vorkommen, ergriffen und gezielt nach weiteren Gefahrenstellen für die Ausbreitung des Virus gesucht.